# Кампендонк, Генрих
Генрих Кампендонк (нем. Heinrich Campendonk; 3 ноября 1889, Крефельд — 9 мая 1957, Амстердам) — немецкий живописец, график, художник по стеклу и резчик по дереву, представитель немецкого экспрессионизма.

## Жизнь и творчество
- 1905—1909 — обучение в крефельдской школе искусств у Торн-Приккера
- 1911 — переезжает в Зиндельсдорф, дружба с Марком и Макке, участвует в выставке группы «Синий всадник»
- 1913 — участвует в «Первом немецком осеннем салоне» в Берлине и в выставке «Рейнские экспрессионисты» в Бонне
- 1914—1916 — служба в армии, после демобилизации переезжает в Зехаупт на Штарнбергерском озере
- 1919—1921 — член «Рабочего совета для искусства»
- 1922 — возвращается в Крефельд, работает там преподавателем в местной школе искусств
- 1926 — профессор Государственной Академии искусств в Дюссельдорфе (лишён этого звания в 1933 году нацистами)
- 1934 — эмиграция в Бельгию
- 1935 — переезжает в Амстердам, профессор Нидерландской Академии искусств
- 1937 — обвинён нацистами в принадлежности к «дегенеративному искусству», 87 работ художника удалены из немецких музеев.

## Амстердам
- Muiderpoort Station
- Кейзерсграхт 369
- Кейзерсграхт 662
- Richard Wagnerstraat 32
- Richard Wagnerstraat 32

## Избранные работы
- «Буколический ландшафт» 1913 Сент-Луис, Собрание Мортона Д. Мея
- «Девочка с животными» 1916
- «Натюрморт с двумя головами» 1920 Бонн, Государственный художественный музей